# گوستا اندرشون
گوستا اندرشون (انگلیسی: Gösta Andersson؛ ۱۵ فوریه ۱۹۱۷ – ۱۲ سپتامبر ۱۹۷۵) کشتی‌گیر فرنگی اهل سوئد بود.
وی در مسابقات کشوری و بین‌المللی در مجموع برندهٔ ۲ مدال طلا، ۲ مدال نقره، ۲ مدال برنز شده‌است.